# ヘンドリク・ファン・デ・フルスト

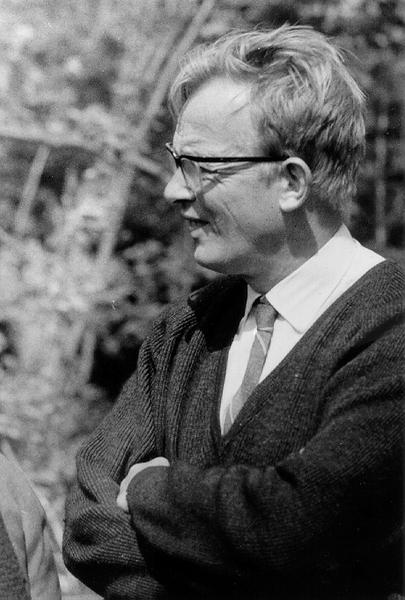
ヘンドリク・ファン・デ・フルスト

ヘンドリク・クリストフェル・ファン・デ・フルスト（Hendrik Christoffel van de Hulst, 1918年11月19日 – 2000年7月31日）はオランダの天文学者である。電波天文学の分野で有用な観測手段となった21cm線の存在を予測した。
ユトレヒトで生まれ、ユトレヒト大学でマルセル・ミンナルトのもとで学んだ。1944年学生の時に宇宙空間にある水素ガス雲から波長21cm線のスペクトル線が放射されることを予測した。21cm線は1951年にアメリカのチーム、オランダのチームなどによって検出された。ヤーキス天文台で研究した後、1948年から1984年までライデン大学で働き、1952年から教授となった。太陽コロナや地球大気などの研究を行った。

## 賞歴
- ヘンリー・ドレィパー・メダル (1955年)
- エディントン・メダル (1955年)
- ブルース・メダル (1978年)
- カール・シュヴァルツシルト・メダル (1995年)

## エポニム
- 小惑星(2413) van de Hulst [1]